# Hans von Hellmann
Hans von Hellmann (ur. 8 września 1857 w Breslau, zm. 24 czerwca 1917 w Olsztynie) – niemiecki polityk, członek prezydium rządu i Reichstagu.
Ukończył Magdalenäum, a następnie od 1875 do 1878 studiował nauki prawne na Uniwersytecie Wrocławskim. Naukę kontynuował na Uniwersytecie Ruprechta i Karola w Heidelbergu oraz na Uniwersytecie w Bonn, gdzie należał do korporacji Palatia Bonn. W 1879 został aplikantem sądowym, dwa lata później został urzędnikiem sądowym, a w 1885 uzyskał tytuł asesora. Początkowo pracował dla rejencji opolskiej, a następnie w urzędzie policyjnym w Poznaniu, gdzie pełnił funkcję przedstawiciela komendanta głównego i prefekta Prowincji Poznańskiej. Od października 1887 przez dziesięć lat był pierwszym starostą leszczyńskim, a następnie powrócił do Poznania i objął urząd szefa policji. W 1908 został przeniesiony do Olsztyna, gdzie aż do śmierci stał na czele rejencji olsztyńskiej.
Mimo pochodzenia żydowskiego należał do niemieckiej partii narodowo-konserwatywnej; w latach 1890–1893 zasiadał w Reichstagu (z ramienia rejencji poznańskiej).